# Elizabetha duckei
Elizabetha duckei är en ärtväxtart som beskrevs av Huber. Elizabetha duckei ingår i släktet Elizabetha och familjen ärtväxter. Inga underarter finns listade i Catalogue of Life.